# 31-я курсантская стрелковая бригада
31-я курсантская стрелковая бригада (31-я сбр) — военное формирование СССР в Великой Отечественной войне. Сформирована в октябре 1941 года в селе Красные Баки Горьковской области. В действующей армии c октября 1941 года по 8 декабря 1943 года.

## История бригады

### Формирование
31-я курсантская стрелковая бригада была сформирована в октябре 1941 года в одном из небольших городков Горьковской области.
Костяком её батальонов стали курсанты пехотных училищ — Московского Краснознамённого имени Верховного Совета РСФСР и Рязанского имени К. Е. Ворошилова, а также курсанты Арзамасского стрелково-пулемётного училища.
Из Рязани прибыло пятьдесят молодых лейтенантов-выпускников.
В течение полутора месяцев бригада была сформирована и переброшена под Москву.
Командиром 31-й бригады был назначен полковник Степан Петрович Горбунов, комиссаром — полковой комиссар Яков Вершута.

### Боевой путь
Бригада находились во втором эшелоне. 2-й отдельный курсантский стрелковый батальон под командой старшего лейтенанта Савичева и старшего батальонного комиссара Виктора Осипова занял оборону на рубеже деревня Кольчугино, железнодорожная станция Усово.
5 декабря 1941 года Красная Армия перешла в контрнаступление под Москвой и отбросила на запад гитлеровские войска.
К концу декабря 31-я бригада в составе 3-й ударной армии была переброшена на Калининский фронт, в район Осташкова.
В ночь на 27 декабря 1941 года батальоны 31-й бригады вместе с частями 257-й стрелковой дивизии начали наступление по льду Селигера.
Сломив сопротивление противника, курсантские подразделения двинулись на Торопец. 1-й стрелковый батальон под командованием майора В. А. Кузьменко и батальонного комиссара Н. С. Каструлина овладел деревней Колода, уничтожив более 250 гитлеровцев. 2-й стрелковый батальон выбил немцев из деревни Большой Бохот. Атака была решительной и неожиданной, так что фашисты не успели уничтожить, забитый продуктами, большой продовольственный склад.

### Торопецко-Холмская наступательная операция
Торопецко-Холмская наступательная операция (1942)
В начале января 1942 года войска левого крыла (3-я и 4-я Ударные армии) Северо-Западного фронта (генерал-лейтенант П. А. Курочкин) занимали оборону на рубеже восточного берега озера Селигер, города Осташков, северного берега озера Волго.
Немцы не ожидали здесь активных действий советских войск и в полосе около 100 км имели 3 пехотные дивизии и 1 кавалерийскую бригаду 16-й армии группы армий «Север».
Советское командование планировало ударом 3-й и 4-й Ударных армий на стыке групп армий «Север» и «Центр» разгромить противника в озёрном районе западнее Осташкова, затем развивать успех в юго-западном направлении, обойти его ржевско-вяземскую группировку с северо-запада и во взаимодействии с войсками Калининского и Западного фронтов окружить и уничтожить её. 3-я Ударная армия под командованием генерал-лейтенанта М. А. Пуркаева должна была наступать в направлении на Холм, Великие Луки.
В ночь на 8 января 1942 года батальоны 31-й бригады заняли исходные районы для наступления. Курсанты проложили в снегу колонные пути, протоптали тропы для движения подразделений.

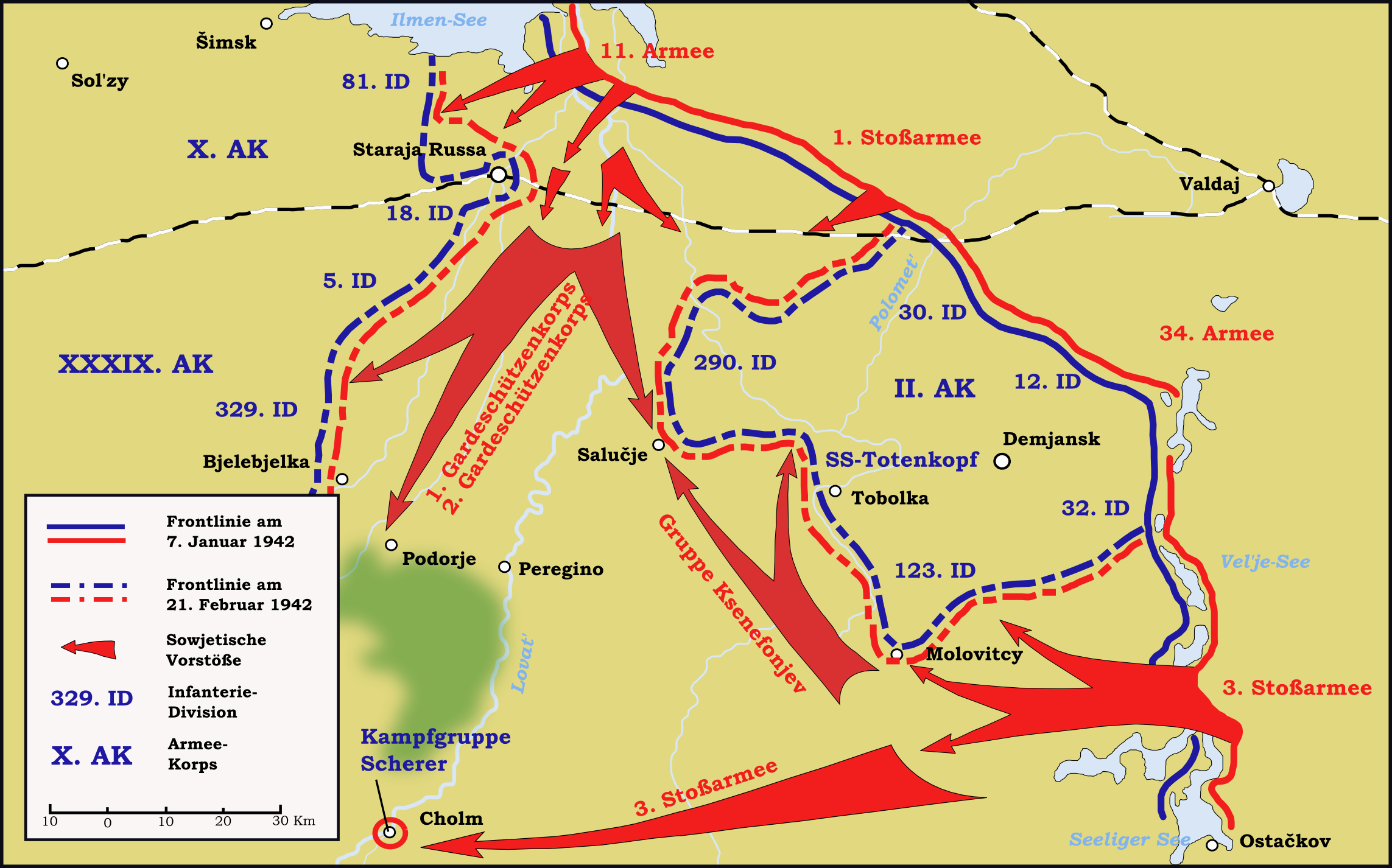

9 января 1942 года войска 3-й и 4-й Ударных армий внезапно перешли в наступление. Утром, после довольно слабой артиллерийской подготовки, 31-я бригада перешла в наступление. Курсантские батальоны встретили сильное сопротивление. Огневые точки гитлеровцев подавлены не были. Лишь на отдельных участках удалось продвинуться на три-четыре километра.
10 января 1942 года курсанты 1-го батальона, обходя опорные пункты противника, продвинулись на 12 километров и овладели деревней Подгорье. Оборона противника была прорвана. 3-й батальон подполковника Шарапова, внезапно атаковав противника во фронт, с ходу овладел деревней Балашово.
К 12 января войска 3-й и 4-й Ударных армий, прорвав тактическую зону немецкой обороны, продвинулись на 25—30 км.
16 января бригаде была поставлена задача выбить немцев из деревень Молвотицы и Корнилово, а затем перерезать дорогу Торопец — Великие Луки, чтобы затруднить врагу манёвр войсками. К вечеру 3-й батальон, батальон автоматчиков и пулемётный батальон очистили от фашистов Молвотицы. 1-й батальон занял совхоз Ушицы. 2-й батальон выбил немцев с железнодорожной станции Велико Поле и, овладев деревнями Борок, Корнилово, оседлал дорогу на Великие Луки.
На шоссе между Ушицами и Корнилово попал в тиски между 1-м и 2-м батальонами 31-й стрелковой бригады 323-й немецкий пехотный полк, недавно переброшенный из Дании.
18 января до подхода основных сил 3-й Ударной армии на немецкий гарнизон города Холм был совершен сильный партизанский налёт. Для немцев это стало большой неожиданностью, к 11.00 они отступили к центру города. Там, заняв оборону у церкви и тюрьмы ГПУ, немцы успешно отражали атаки. Советская 33-я стрелковая дивизия, которая продвигалась к городу и должна была поддержать партизан, была остановлена немецкими частями восточнее Холма. Без поддержки и боеприпасов, партизаны в конце концов вынуждены были отойти ранним вечером. Однако одиночные стычки с партизанами продолжались до 21 января. 33-я стрелковая дивизия пробилась к окраинам города только 20 января, в то время как 257-я стрелковая дивизия и 31-я стрелковая бригада обходили город с юга. К 22-му января эти три соединения замкнули кольцо.
Войска 3-й Ударной армии к 22 января окружили немецкий гарнизон в город Холм и обошли демянскую группировку 16-й армии с юга.
В начале февраля 1942 года, после завершения Торопецко-Холмской операции, части советской 3-й ударной армии заняли оборонительные позиции вблизи деревни Куракино.
По свидетельству Б. Н. Полевого, в Куракино квартировал батальон немецкой 1-й горнострелковой дивизии, перед которым в феврале 1942 года была поставлена задача произвести прорыв, выйдя в тыл советским войскам в планирующемся контрнаступлении в районе Малкинских высот.
13 февраля 1942 года командир батальона потребовал у 83-летнего Кузьмина выступить проводником и вывести часть к занятой советскими войсками деревне Першино (в 6 км от Куракина).
Матвей Кузьмин, узнав по карте предполагаемый маршрут, послал в Першино своего внука Васю, чтобы тот предупредил советские войска, и назначил им место для засады у деревни Малкино. Кузьмин долго водил немцев окольной дорогой и, наконец, на рассвете вывел в Малкино, где уже занял позицию 2-й батальон 31-й отдельной курсантской стрелковой бригады полковника Степан Петрович Горбунов (Калининский фронт).
С 7 июня 1942 года полковник Степан Петрович Горбунов командовал 17-й гвардейской стрелковой дивизии
Со 2 по 14 июля немцы провели операцию «Зейдлиц» по окружению 39-я армии и 11-й кк, а также части левого фланга 41-й (17-я гв., 135-я сд, 21-я т бр) и правого фланга 22-й армии (355-я, часть 380-й, отдельные части 185-й сд).
2 июля 1942 года 17-я гвардейская стрелковая дивизия вступила в бой с двумя дивизиями противника (2-й танковой и 246-й пехотной), и 6 июля 1942 года (по немецким данным 05.07.1942) была полностью окружена. После чего, отдельными группами под командованием старших командиров, лесами и труднопроходимыми болотами с боями выходила из тыла врага в район Патрушино — Льба. 24 октября 1942 года и. о. командира бригады был назначен старший батальонный комиссар А. М. Пузыревский.

### Великолукская наступательная операция
2 ноября 1942 года в командование бригадой вступил подполковник А. В. Якушев. С 25 ноября 1942 года бригада участвовала в Великолукской наступательной операции. Особо бойцы бригады отличились в декабре 1942 года в боях севернее города Великие Луки. В течение 18 суток бригада отражала атаки 8-й танковой дивизии немцев, поддержанных авиацией (до 25 самолётов). Противник понёс здесь большие потери — до 2500 человек убитыми, 43 танка. Упорной обороной бригада сорвала попытки противника прорваться к окружённому гарнизону немцев в г. Великие Луки.

### Невельская наступательная операция
6 октября 1943 года курсанты 31-й стрелковой бригады участвовали в наступлении на Невель. Через четыре дня Невельская наступательная операция успешно закончилась. 31-й отдельной курсантской стрелковой бригаде приказом Верховного Главнокомандующего от 7 октября 1943 года было присвоено почётное наименование — 31-я отдельная Невельская стрелковая бригада.
31-я курсантская стрелковая бригада и 100-й Казахской стрелковой бригады обращена на формирование 1-й стрелковой дивизии 2-го формирования.

### Расформирование бригады
8 декабря 1943 года слиянием с 100-й Казахской стрелковой бригадой преобразована в 1-ю стрелковую дивизию 2-го формирования.

## Полное название
31-я отдельная Невельская стрелковая бригада

## Командование
- Горбунов, Степан Петрович (09.11.1941 — 12.06.1942);
- Капров, Илья Васильевич (12.06.1942 — 31.10.1942);
- Горнак, Матвей Иосифович (25.10.1942 — ?);
- Якушев, Александр Васильевич (28.01.1943 — 07.07.1943);
- Люхтиков, Анисим Стефанович (05.07.1943 — 21.08.1943);
- Бакуев, Леонид Андреевич (22.08.1943 — 08.12.1943).